# زفينييكا ماكونيزي
زفينييكا ماكونيزي (بالإنجليزية: Zvenyika Makonese)‏ (مواليد 7 يوليو 1977 في تشيريدزي) لاعب كرة قدم زيمبابوي دولي يجيد اللعب في خط الدفاع . يلعب حاليا لصالح نادي أورلاندو بيراتس الجنوب الأفريقي من سنة 2009 .

## روابط خارجية
- زفينييكا ماكونيزي على موقع قاعدة بيانات كرة القدم.إي يو (الإنجليزية)
- زفينييكا ماكونيزي على موقع ناشيونال فوتبول تيمز (الإنجليزية)